# Brenthia albimaculana
Brenthia albimaculana is een vlinder uit de familie van de glittermotten (Choreutidae). De wetenschappelijke naam van de soort is als Simaethis albimaculana voor het eerst geldig gepubliceerd in 1875 door Pieter Snellen.